# Morinda guatemalensis
Morinda guatemalensis là một loài thực vật có hoa trong họ Thiến thảo. Loài này được (Donn.Sm.) Steyerm. mô tả khoa học đầu tiên năm 1972.